# Mudugali
Mudugali oder auch Mudugari ist eine von vier Zellen (Verwaltungseinheiten 4. Ebene) im Sektor Bungwe des Distrikts Burera in der Nordprovinz von Ruanda. Sie liegt auf einer Höhe von etwa 2210 m. Nachbarzellen sind im Nordosten Bushenya, im Osten Bungwe, im Südosten Tumba, im Südwesten Gabiro und im Westen Nyirataba. An ihrer Nordseite grenzt die Zelle an den Distrikt Kabale des Nachbarlands Uganda.